# Gulberek
Gulberek – wzniesienie morenowe położone na Pojezierzu Wschodniosuwalskim we wsi Sudawskie w gminie Wiżajny w pow. suwalskim. Na wzniesieniu znajduje się średniowieczne grodzisko Jaćwingów.
Zalesiono wzniesienie z grodziskiem położone jest ok. 0,5 km na północ od wsi na obszarze tzw. Gór Sudawskich. W południowo-zachodniej części wzgórza przepływa niewielki strumyk.
Grodzisko ma kształt ściętego stożka, otoczonego poniżej masywu płaską platformą. Obwód stożka: u góry – 57 m, u podstawy – 86 m. Średnica górnej płaszczyzny ma od 17,5 do 18,5 m. Wysokość (pochyłość) stożka to: od południa – 3 m, od północy - 11 m, od wschodu i zachodu - 4 m. Obwód wału u podstawy wynosi ok. 120 m, szerokość 9 m, zaś wysokość nie przekracza 1,3 m. Na wale znajduje się kilka dużych kamieni.
Okoliczna ludność nazywała też wzniesienie Mała Warszawa lub Święta Góra. Według miejscowej tradycji na wzgórzu miał stać dawniej kościół, który zapadł się pod ziemię.